# 唐洪武
唐洪武（1966年9月—），男，江苏建湖人，平原河流水沙动力学及工程治理专家，中国工程院院士，中国水利学会副理事长、江苏省力学学会理事长，现任华南理工大学校长、党委副书记。
唐洪武长期在南京的河海大学学习及工作。他1984年至1991年间先后获河海大学水电系水利水电工程建筑专业学士学位、水力学及河流动力学专业硕士学位，毕业后留校任教，1996年获水力学及河流动力学专业博士学位。2000年担任河海大学水利水电工程学院副院长，2004年升任院长，2009年11月担任河海大学党委常委、副校长。2012年至2014年，他曾在水利部淮河水利委员会挂职副主任。2016年12月，担任河海大学党委书记。2021年11月，当选中国工程院土木、水利与建筑工程学部院士。2024年8月，南下赴广州，出任华南理工大学校长、党委副书记。